# Alexandra Andresen
Alexandra Andresen, född 23 juli 1996, är en ryttare och storägare i förvaltningbolaget Ferd AS.
Alexandra Andresen är dotter till Johan Henrik Andresen och Kristin Andresen och syster till Katharina Andresen. Hon är sondotter till Johan Henrik Andresen (1930–2011) och Marianne Ebba Therese Bielke, sonsondotter till Johan H. Andresen och sonsons sondotter till Nicolai Andresen (1853–1923), vilka alla under del av sin levnad ägt och lett Tieemanns Tobaksfabrik AS.
Fadern Johan Andresen överlät 2007 en ägarandel på 42 procent av familjebolaget Ferd till vardera dottern. Alexandra och Katharina var enligt Forbes världens yngsta dollarmiljardärer.
Hon är sedan 2015 professionell dressyrryttare och bor i Tyskland.